# Wiktor (Czołakow)
Wiktor, imię świeckie Wukoło Czołakow, w brzmieniu zserbizowanym Vukolo Čolaković (ur. w Kałoferze, zm. 1888 w Belgradzie) – bułgarski biskup prawosławny.

## Życiorys
Według różnych źródeł rozpoczął życie mnisze w monasterze Chilandar na Athosie lub w monasterze Narodzenia Matki Bożej w rodzinnym Kaloferze. W 1835 był już archimandrytą i przedstawicielem monasteru Chilandar w Niszu. Jako przedstawiciel eparchii niskiej brał udział w bułgarskim soborze cerkiewno-narodowym w 1871, który wybrał pierwszego zwierzchnika Egzarchatu Bułgarskiego, metropolitę Antyma. W 1872 został pierwszym biskupem niskim w jurysdykcji Egzarchatu Bułgarskiego.
W 1874 wszedł do Świętego Synodu Egzarchatu Bułgarskiego, jednak jako zwolennik przynależności eparchii niskiej do Serbskiego Kościoła Prawosławnego przestał brać udział w jego posiedzeniach i został z Synodu wykluczony. W 1878, gdy Nisz znalazł się w granicach Serbii, przeszedł razem z całą eparchią do Serbskiej Cerkwi Prawosławnej. Pozostawał na katedrze do 1881, gdy został z niej usunięty, gdyż popierał metropolitę belgradzkiego Michała w konflikcie z władzami świeckimi. Jako miejsce stałego pobytu wyznaczono dla niego monaster Petkovica. Zmarł w 1888 i został pochowany w cerkwi św. Marka w Belgradzie.